# Anthurium gracilispadix
Anthurium gracilispadix är en kallaväxtart som beskrevs av Thomas Bernard Croat. Anthurium gracilispadix ingår i släktet Anthurium och familjen kallaväxter. Inga underarter finns listade.